# Veliki Vrh pri Litiji
Veliki Vrh pri Litiji este o localitate din comuna Litija, Slovenia, cu o populație de 137 de locuitori.